# KEGOC
«KEGOC», Акционерное общество «Казахстанская компания по управлению электрическими сетями» (Kazakhstan Electricity Grid Operating Company) — компания, выполняющая функции системного оператора и оператора магистральных электрических сетей Казахстана (линий электропередачи и подстанций напряжением 220, 500, 1150 кВ). Также является оператором торговли электроэнергией между Казахстаном и сопредельными странами. Контролируется государственным холдингом АО «ФНБ „Самрук-Казына“». Основана в 1997 году.

## Активы

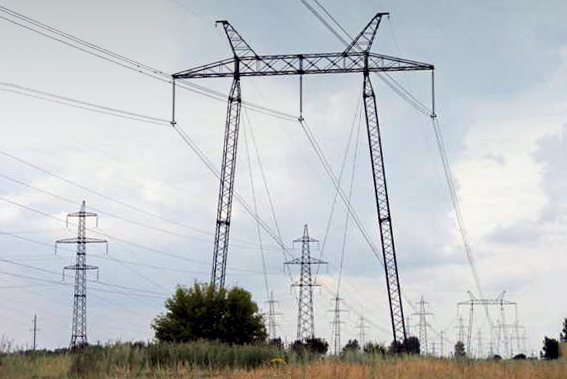
Воздушная линия электропередачи 500 кВ

Активы компании включают в себя 376 воздушных линий электропередачи напряжением 0,4-1150 кВ общей протяженностью 26997,923 км (по цепям), в том числе:.
- ВЛ 1150 кВ — 1421,225 км;
- ВЛ 500 кВ — 8287,977 км;
- ВЛ 330 кВ — 1863,28 км;
- ВЛ 220 кВ — 14898,8579 км;
- ВЛ 110 кВ — 352,841 км;
- ВЛ 35 кВ — 44,13 км;
- ВЛ 10 кВ — 111,171 км;
- ВЛ 6 кВ — 12,851 км;
- ВЛ 0,4 кВ — 5,59 км.

Также в ведении компании находится 81 электрическая подстанция напряжением 35-1150 кВ с общей установленной мощностью трансформаторов 38 746,05 МВА, в том числе:
- ПС 1150 кВ — 3 шт., общей мощностью 9 384,1 МВА;
- ПС 500 кВ — 20 шт., общей мощностью 17 447,5 МВА;
- ПС 220 кВ — 56 шт., общей мощностью 11 891,25 МВА;
- ПС 35кВ — 2 шт., общей мощностью 23,2 МВА.

## Проекты
За время существования, компанией реализован ряд проектов в области развития электросетевого комплекса Казахстана:
- Модернизация НЭС Казахстана, 1 этап (2000—2010);
- Строительство второй линии электропередачи 500 кВ транзита Север-Юг (2004—2009);
- Строительство подстанции 500/220 кВ «Алма́» с присоединением к НЭС Казахстана линиями напряжением 500, 220 кВ (2009—2014);
- Выдача мощности Мойнакской ГЭС (2010—2012);
- Реконструкция линии электропередачи 220 кВ ЦГПП— Осакаровка (2010—2014);
- Строительство линии транзита 500 кВ Север-Восток-Юг. 1 этап; Строительство линии 500 кВ Экибастуз-Шульбинская ГЭС (Семей)-Усть-Каменогорск (2011—2017);
- Строительство линии транзита 500 кВ Север-Восток-Юг. 2 этап; Строительство линии 500 кВ "Шульбинская ГЭС (Семей) — Актогай — Талдыкорган — Алма (2012—2018);
- Усиление связи Павлодарского энергоузла с ЕЭС Казахстана (2011—2019);
- Модернизация НЭС Казахстана, 2 этап (2010—2019).

Реализуется еще несколько проектов:
- Реконструкция ВЛ 220—500 кВ филиалов АО «KEGOC» «Актюбинские МЭС», «Западные МЭС» и «Сарбайские МЭС». I этап (2018—2022);
- Усиление электрической сети Западной зоны ЕЭС Казахстана. Строительство электросетевых объектов (2018—2023);
- Усиление схемы внешнего электроснабжения г. Туркестан. Строительство электросетевых объектов (2019—2022).

## Филиалы

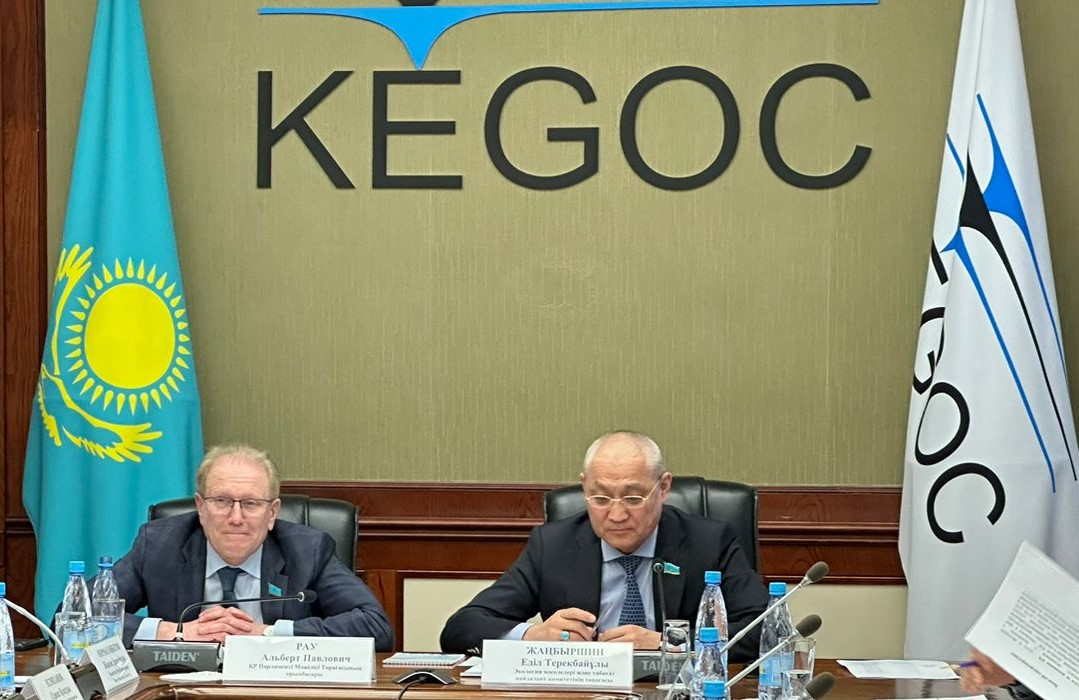
Флаг (справа) и часть логотипа KEGOC на ряду с флагом Казахстана (слева)

В состав компании входят 9 филиалов межсистемных электрических сетей, сформированных по территориальному принципу:
- Филиал «Акмолинские МЭС»
- Филиал «Актюбинские МЭС»
- Филиал «Алматинские МЭС»
- Филиал «Восточные МЭС»
- Филиал «Западные МЭС»
- Филиал «Сарбайские МЭС»
- Филиал «Северные МЭС»
- Филиал «Центральные МЭС»
- Филиал «Южные МЭС»